# ازمی بیانکو
ازمی بیانکو (انگلیسی: Esme Bianco؛ ‏ ‎/ˈɛzmiː/‎؛ زاده ۲۵ مه ۱۹۸۲) بازیگر، مدل و دی‌جی هنرمند نئو-بورلسک انگلیسی است که بیشتر به‌خاطر ایفای نقش‌های دوره‌ای شخصیت رُز در مجموعهٔ بازی تاج‌وتخت و «جِین چتوین» در سریال جادوگران شناخته می‌شود.

## حرفه
بیانکو مدل نقاشان بزرگی چون کریستیان فِر و پِرِگرین هیثکوت بوده است.
نقش‌های بیانکو در فیلم‌های بلند شامل افسانه‌های بورلسک است که در آن نقش «مادر» را در یکی از داستان‌ها ایفا کرد. او همچنین در فیلم‌های عروسی شیمیایی، مرد مردهٔ گریزان، من بزرگ و شاه عقرب ۴: تلاش برای قدرت ظاهر شده است. بیانکو نقشی به‌عنوان روسپی‌ای به نام «رُز» در سریال بازی تاج‌وتخت داشت. او نخستین‌بار در قسمت آغازین سریال «زمستان در راه است» ظاهر شد و در ۱۳ قسمت دیگر نیز بازگشت، و اغلب در صحنه‌های موسوم به سکس‌پوزیشن سریال حضور داشت.
در سال ۲۰۲۰، بیانکو در آلبوم محاسبه وجودی از گروه پوسیفر در قطعهٔ «آپ‌گرید» حضور پیدا کرد.

## زندگی شخصی
در فوریه ۲۰۲۱، بیانکو موسیقی‌دان مریلین منسون را به آزار فیزیکی در دوران رابطه‌شان در سال ۲۰۱۱، پس از جدایی‌اش از همسرش، متهم کرد. در آوریل ۲۰۲۱، بیانکو از منسون به دلیل تعرض جنسی، قاچاق انسان و سوءاستفاده شکایت کرد. بیانکو ادعا کرد که به او مواد مخدر و الکل داده شده و همچنین با تهدید به خشونت و تجاوز مواجه بوده است. بیانکو همچنین مدعی شد که منسون او را به حالت زانوزده بسته، با شلاق زده و به او تجاوز کرده است. مرلین منسون از طریق وکیلش به ادعاهای بیانکو پاسخ داد و آن‌ها را «به‌طور قابل اثبات، نادرست» خواند. آن‌ها در ژانویه ۲۰۲۳ به توافقی خارج از دادگاه دست یافتند که مفاد آن فاش نشده است.

## گزیدۀ نقش‌آفرینی‌ها

### سینما
- شاه عقرب ۴: تلاش برای قدرت (۲۰۱۵)

### تلویزیون
- سوپرگرل (۲۰۱۸)
- استار علیه نیروهای شیطان (۲۰۱۹-۲۰۱۷)
- جادوگران (۲۰۲۰-۲۰۱۵)
- بازی تاج‌وتخت (۲۰۱۳-۲۰۱۱)